# Heptatonia Secunda
Der Begriff Heptatonia Secunda (auch Zweite Siebenstufigkeit) bezeichnet ein System aus verschiedenen, heptatonischen Modi der akustischen Skala. Die abgeleiteten Modi werden oft im Jazz verwendet, in der dortigen Harmonik wird allerdings Melodisch Moll als Mutterskala betrachtet.

## Herleitung
Das System der Kirchentonarten besteht – vereinfacht gesehen – aus verschiedenen Modi, die durch Veränderung des Grundtons der diatonischen Basisskala C-Dur entstehen. Dieses System kann man auch als Heptatonia prima bezeichnen. Analog dazu lässt sich ein zweites System bilden, das ebenfalls heptatonisch und diatonisch (im erweiterten Sinn) aufgebaut ist, also eine zweite Art der Siebenstufigkeit darstellt, und als Basisskala auf die akustische Skala zurückgreift.

## Abgeleitete Modi
Hier nun die abgeleiteten Modi der akustischen Skala samt ihren meist englischen, oft in der Jazzharmonik verwendeten Bezeichnungen: